# Гімалайська кішка
Гімалайська, або перський колорпоінт (англ. Himalayan) — перська порода кішок, що має забарвлення колорпоінту.

## Історія
Назва пов'язана не з географією, а із забарвленням гімалайських кроликів, які мають особливий тип забарвлення. Таке забарвлення шерсті називають акромеланізмом. Порода перських колорпойнтів штучно виведена заводчиками. Створення породи почалося зі схрещування сіамських кішок з персами чорного забарвлення. Від цього схрещування одержали однотонних короткошерстих кошенят. Лише після тривалих експериментів зі схрещування сіамських кішок із чорними й блакитними перськими кішками одержали короткошерстих чорних кошенят, які згодом при схрещуванні між собою і з батьками в потомстві дали колорпойнтів. Надалі робота проводилася у напрямку ліквідації у довгошерстих порід довгих носів і великих вух, тобто над наближенням їх максимально до перського типу. Порода одержала офіційне визнання в 1955 році у Великій Британії, а в 1957 році як самостійна порода — у США. В 1961 році гімалайські перси були визнані всіма провідними клубами Америки.
Гладкозабарвлені (кашмірські, забарвлення шоколадного й лілового), що виникли в процесі виведення кішок гімалайського забарвлення, у Великій Британії та США включаються в групу основних гладкозабарвлених (одноколірних) кішок. У 1984 році в США кішки з мітками були включені в перську породу як її підпорода.

## Розмноження
Самки дозрівають раніше, ніж у персів іншого забарвлення. У приплоді буває до 6 кошенят.

## Зовнішній вигляд
Мітки у колорпойнтів розташовуються на морді, вухах, кінцівках і хвості. На морді знаходиться маска, що вкриває її від підборіддя до очей, переходячи в більш ясні тони біля вух, але вона не повинна заходити на чоло. Перехід між мітками й основним тоном повинен бути чітким, добре вираженим. Світліші тони на грудях і животі. Мітки повинні бути максимально рівномірні за забарвленням. Американські лінії колорпойнтів мають світліше забарвлення хвоста. Забарвлення шерсті залежить від температури. Вищі температури викликають потемніння шерсті.

### Забарвлення
Кошенята у колорпойнтів народжуються дуже світлими, майже білими, з рожевими подушечками лап і мочкою носа, без міток. Забарвлення вушок з'являється вже в перші місяці життя. Маска виникає поступово від носа й далі. Лише у півтора року забарвлення формується повністю.

## Галерея

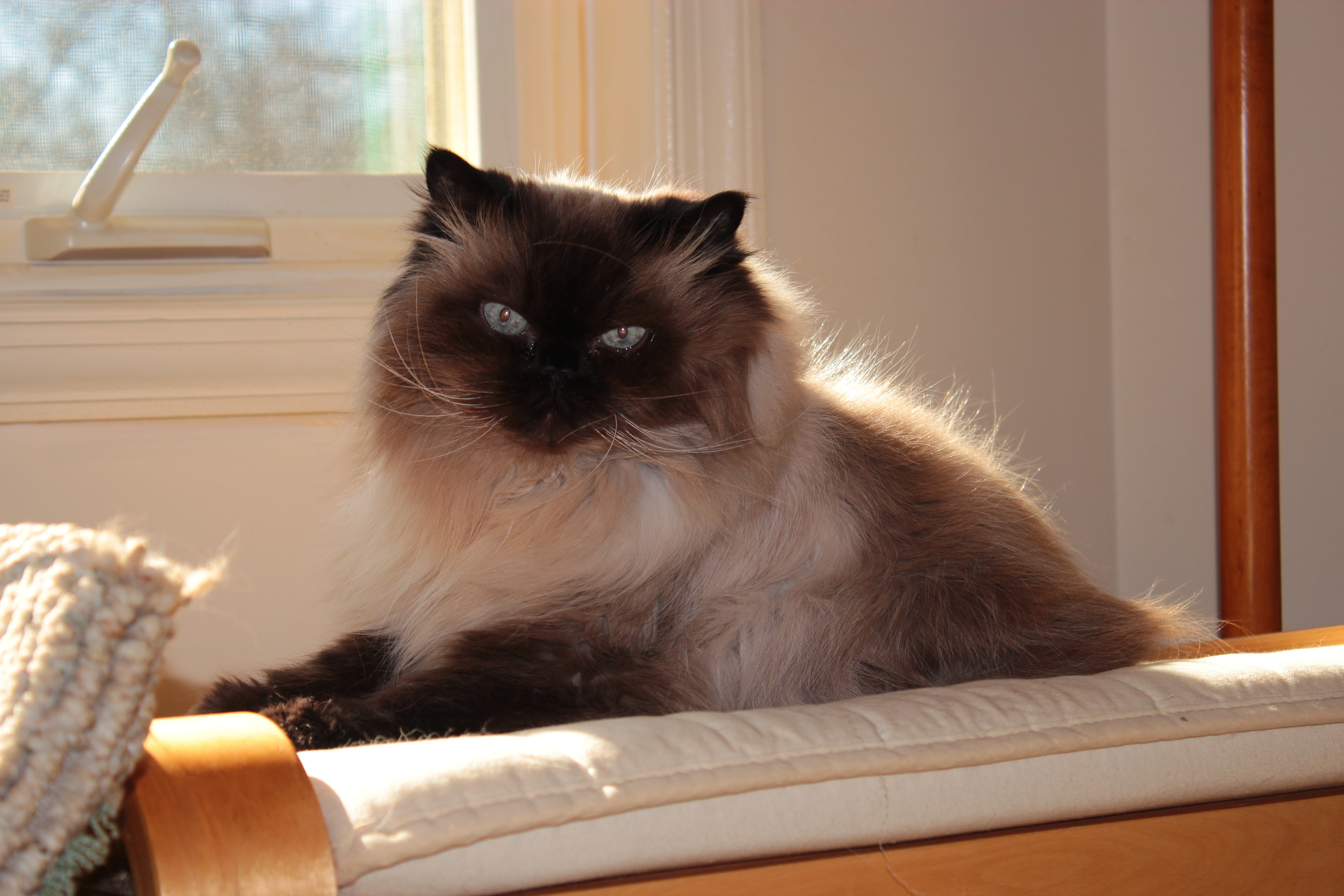
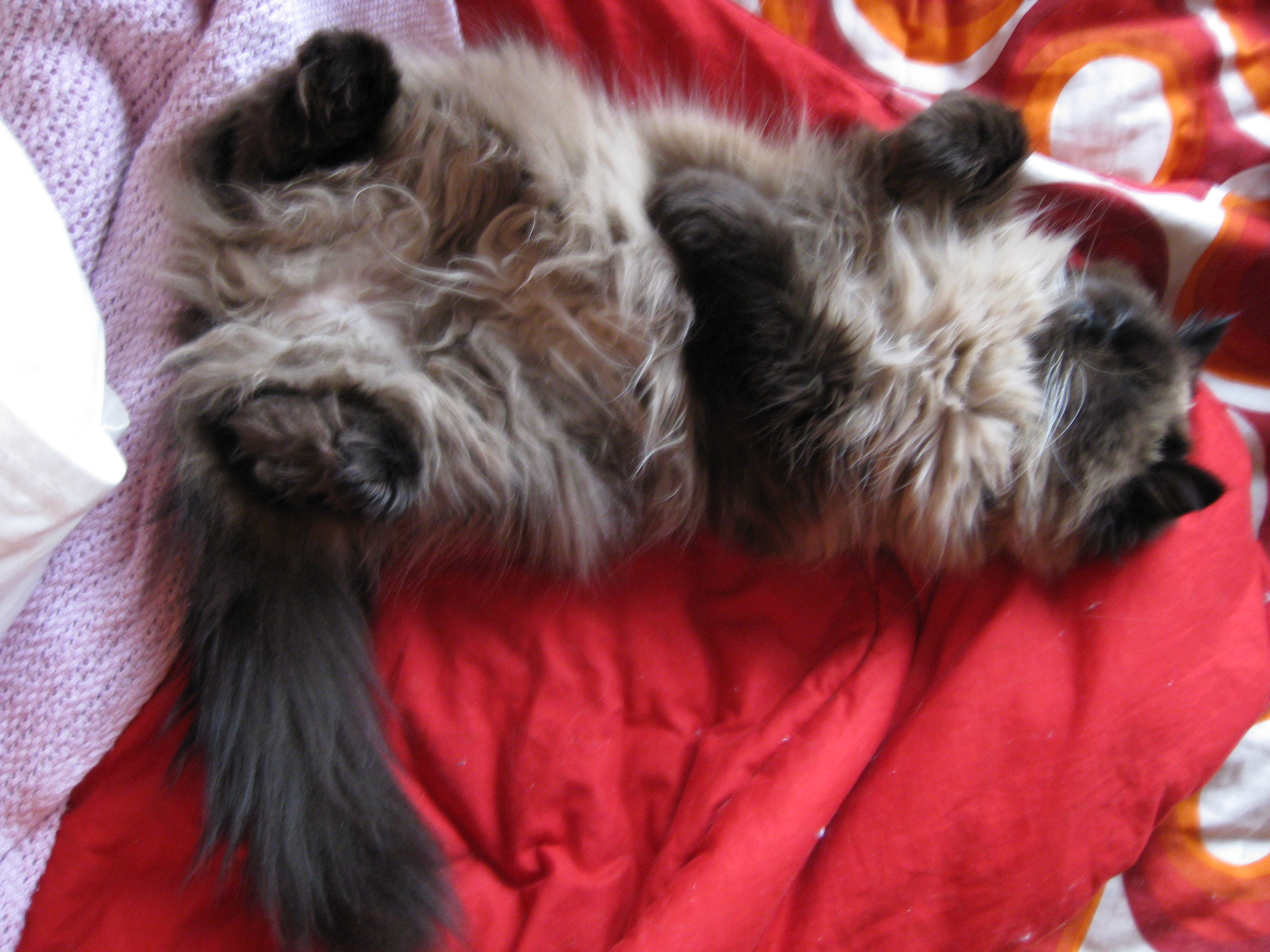
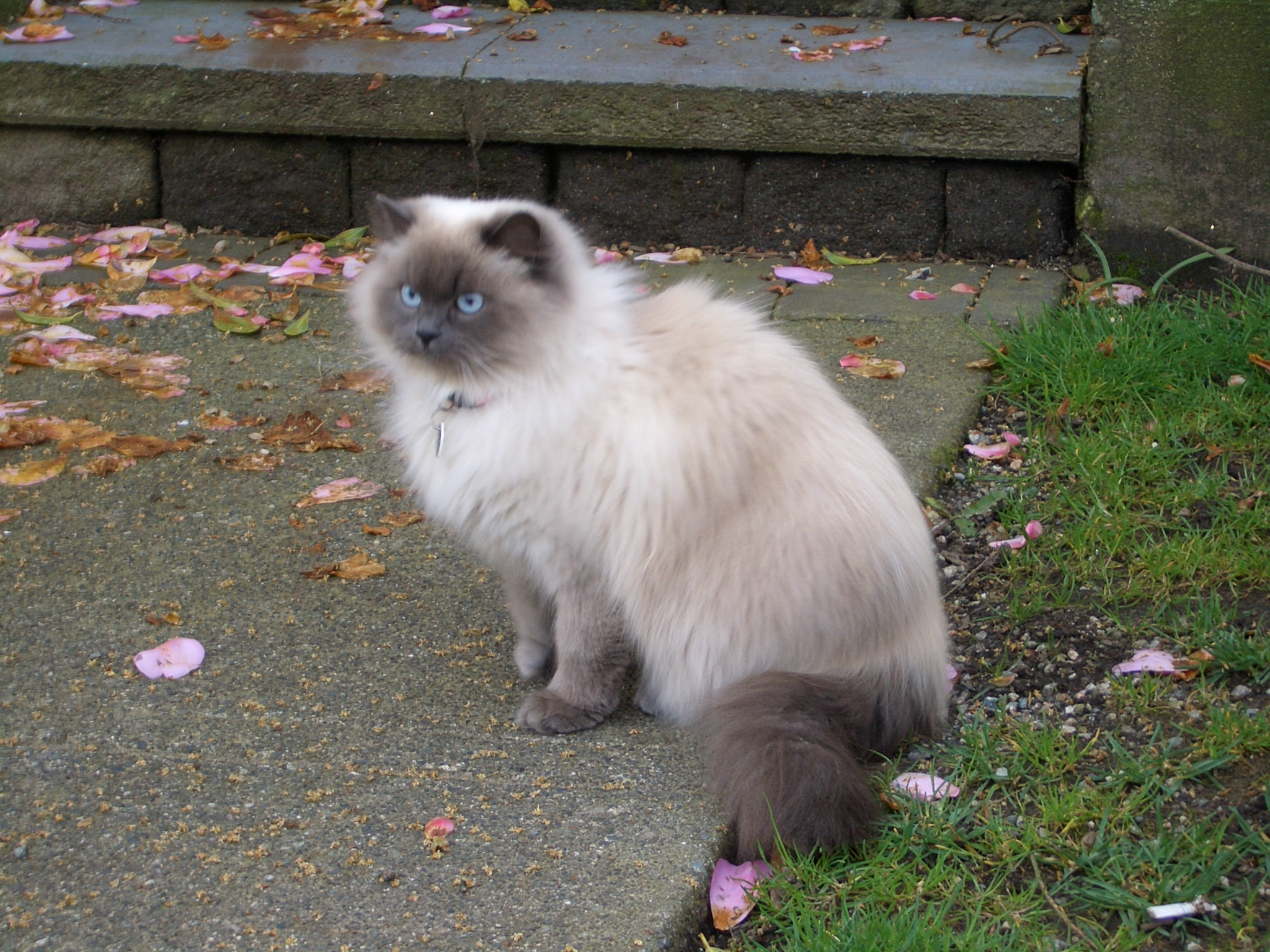
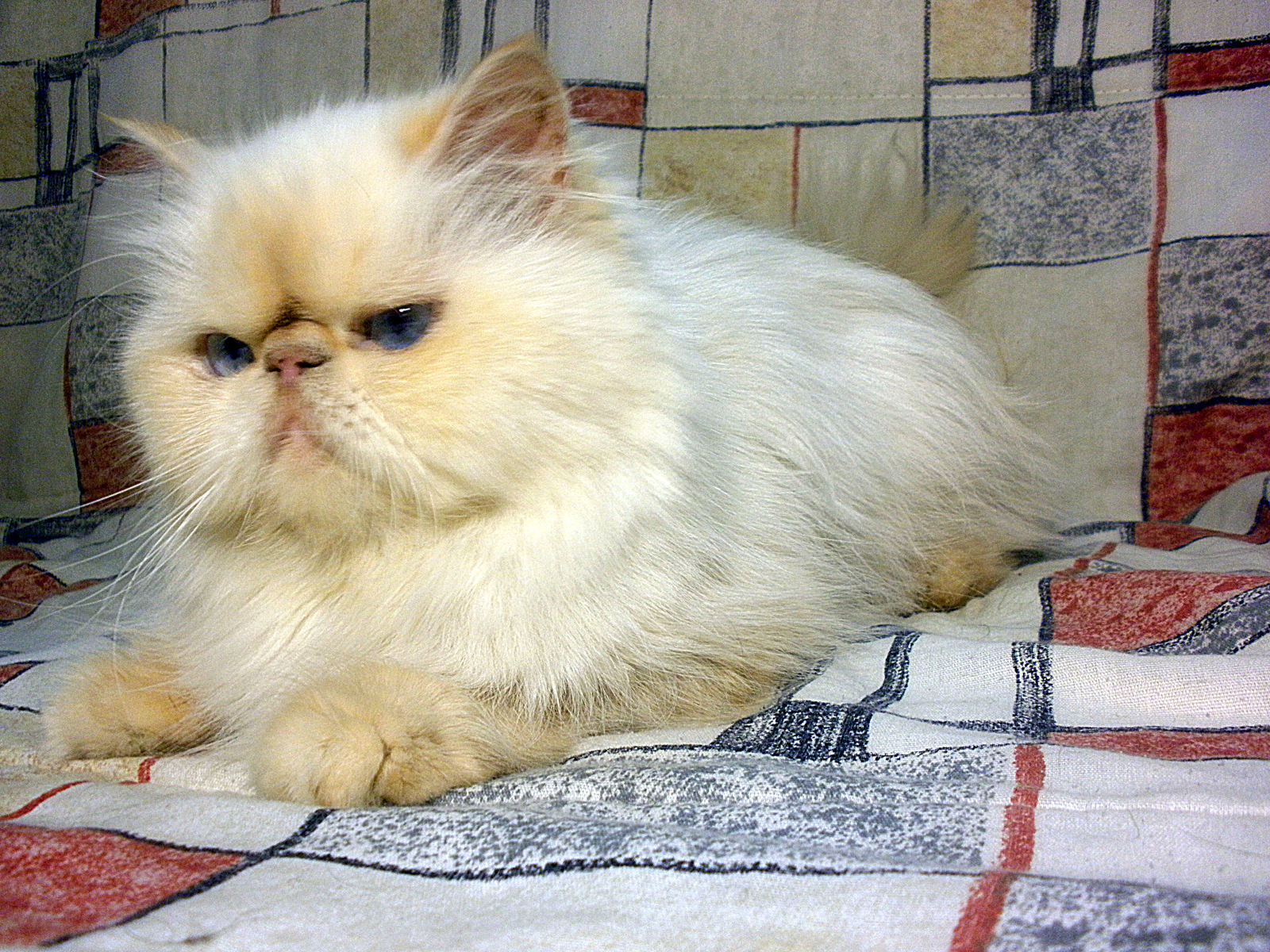
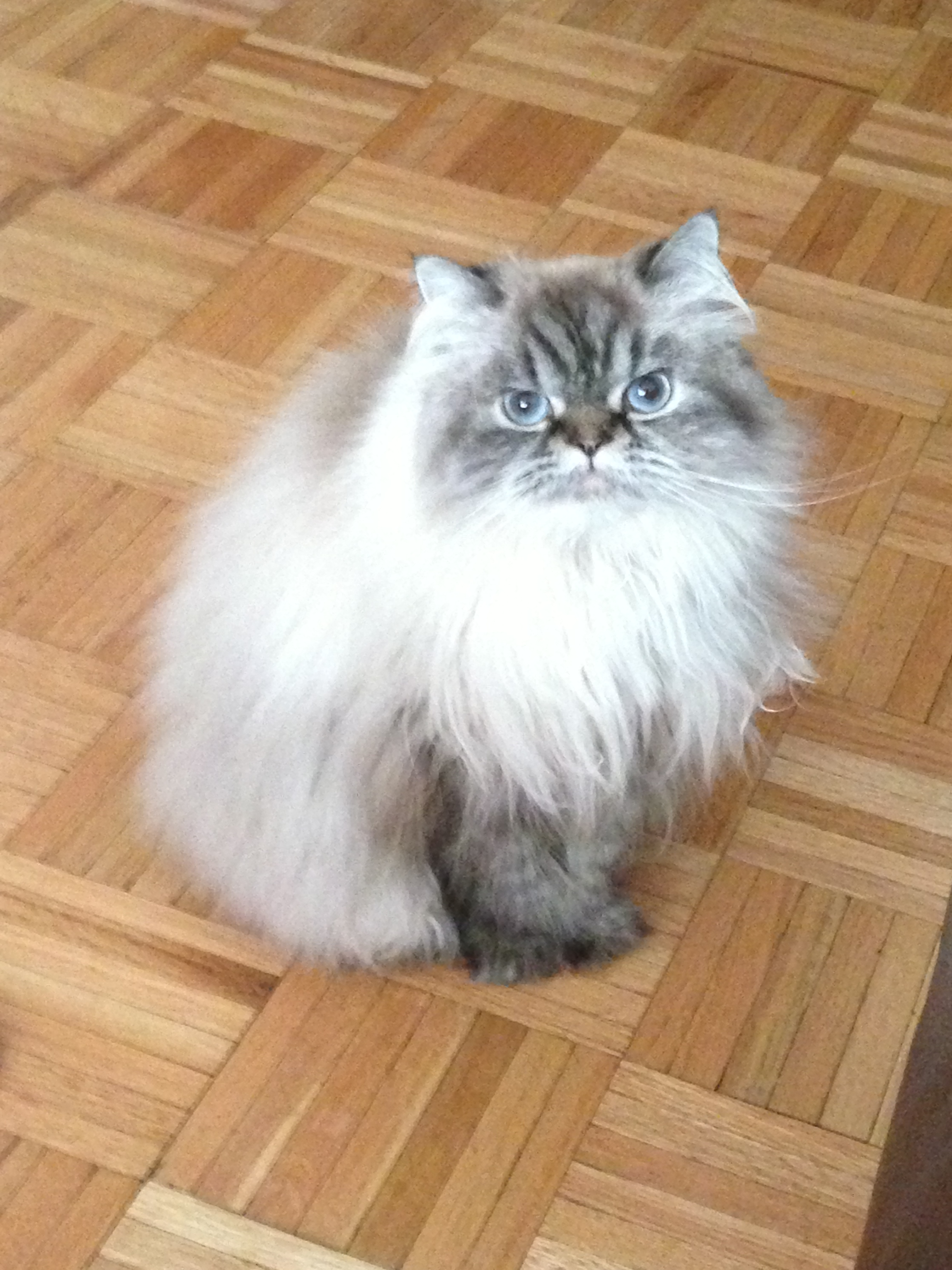